# Décès en 1992
Décès
- 1988
- 1989
- 1990
- 1991
- 1992
- 1993
- 1994
- 1995
- 1996

Cet article présente une liste de personnalités mortes au cours de l'année 1992 dont la date de décès précise est inconnue.
La liste des personnes référencées dans Wikipédia est disponible dans la page de la Catégorie:Décès en 1992

Les mois de l'année font l'objet de listes spécifiques :

## Date inconnue
| Nom                    | Activités                            | Âge      |
| ---------------------- | ------------------------------------ | -------- |
| Dina Feitelson (en)    | chercheuse et éducatrice israélienne | 65 ou 66 |
| Ali Guermassi          | peintre tunisien                     | 68 ou 69 |
| Abdul Kadir Yusuf (en) | homme politique malaisien            | 76 ou 77 |
| Mieczysław Lurczyński  | peintre polonais                     | 83 ou 84 |
| Michael MacLaverty     | romancier et nouvelliste irlandais   | 87 ou 88 |
| Bruno Pulga            | peintre non figuratif italien        | 69 ou 70 |
| Elfreda Reyes          | militante bélizienne                 | 91       |
| Gad Tedeschi (en)      | juge israélien                       | 85 ou 86 |
| Jean-Baptiste Yao      | musicien et compositeur ivoirien     | 74 ou 75 |
| Włodzimierz Zakrzewski | peintre et affichiste polonais       | 75 ou 76 |